# 京都府第2區
京都府第2區是日本眾議院的一個小選區，設於1994年。範圍包括京都市左京區、東山區、山科區。2016年的選民人數為270,744人。

## 小選舉区選出議員
| 選舉名                 | 年     | 当選者   | 党派       | 選區範圍                     |
| ---------------------- | ------ | -------- | ---------- | ---------------------------- |
| 第41屆眾議院議員總選舉 | 1996年 | 奥田幹生 | 自由民主党 | 京都市左京区、東山区、山科区 |
| 第42屆眾議院議員總選舉 | 2000年 | 前原誠司 | 民主党     | 京都市左京区、東山区、山科区 |
| 第43屆眾議院議員總選舉 | 2003年 | 前原誠司 | 民主党     | 京都市左京区、東山区、山科区 |
| 第44屆眾議院議員總選舉 | 2005年 | 前原誠司 | 民主党     | 京都市左京区、東山区、山科区 |
| 第45屆眾議院議員總選舉 | 2009年 | 前原誠司 | 民主党     | 京都市左京区、東山区、山科区 |
| 第46屆眾議院議員總選舉 | 2012年 | 前原誠司 | 民主党     | 京都市左京区、東山区、山科区 |
| 第47屆眾議院議員總選舉 | 2014年 | 前原誠司 | 民主党     | 京都市左京区、東山区、山科区 |
| 第48屆眾議院議員總選舉 | 2017年 | 前原誠司 | 無黨籍     | 京都市左京区、東山区、山科区 |
| 第49屆眾議院議員總選舉 | 2021年 | 前原誠司 | 国民民主党 | 京都市左京区、東山区、山科区 |
| 第50屆眾議院議員總選舉 | 2024年 | 前原誠司 | 日本維新會 | 京都市左京区、東山区、山科区 |